# Eiki Takahashi
Eiki Takahashi (né le 19 novembre 1992 à Hanamaki) est un athlète japonais, spécialiste de la marche.

## Biographie
Son meilleur temps sur 20 km est de 1 h 18 min 3 s, 3e meilleur temps mondial de 2015, en battant Yūsuke Suzuki à Kobe en février 2015.
Le 17 février 2019, il remporte le 20 km des Championnats du Japon en 1 h 18 min 0 s.